# سيث غيليام
سيث غيليام (بالإنجليزية: Seth Gilliam)‏ مواليد 5 نوفمبر 1968 في نيويورك، الولايات المتحدة، هو ممثل أمريكي بدأ مسيرته الفنية سنة 1990.

## الأعمال

### أفلام
- الشجاعة تحت النار (1996)
- هل سمعت عن مورغنس؟ (2009)
- ما تزال أليس (2014)

### مسلسلات
- عرض كوسبي (1990) (بدور: آرون دكستر)
- القانون والنظام: النية الإجرامية (2007)
- سي إس آي: ميامي (2009) (بدور: آرون نولان)
- ذا غود وايف (2011)
- ذئب مراهق (2011)
- بيرسون أوف إنترست (2012)
- أرض الوطن (2012) (بدور: تشابمان)
- عقول إجرامية (2013) (بدور: لايل جونسون)
- الموتى السائرون (2014)
- الإبتدائية (2016)

## روابط خارجية
- سيث غيليام على موقع IMDb (الإنجليزية)
- سيث غيليام على موقع ألو سيني (الفرنسية)
- سيث غيليام على موقع أول موفي (الإنجليزية)
- سيث غيليام على موقع قاعدة بيانات الأفلام السويدية (السويدية)
- سيث غيليام على موقع إن إن دي بي (الإنجليزية)
- سيث غيليام على موقع قاعدة بيانات الفيلم (الإنجليزية)
- سيث غيليام على موقع كينوبويسك (الروسية)